# Arrondissement del dipartimento della Loira

I tre arrondissement della Loira nella regione Alvernia-Rodano-Alpi dal 2017.

Gli arrondissement del dipartimento della Loira, nella regione francese dell'Alvernia-Rodano-Alpi, sono tre: Montbrison (capoluogo Montbrison), Roanne (Roanne)  e Saint-Étienne (Saint-Étienne).

## Composizione

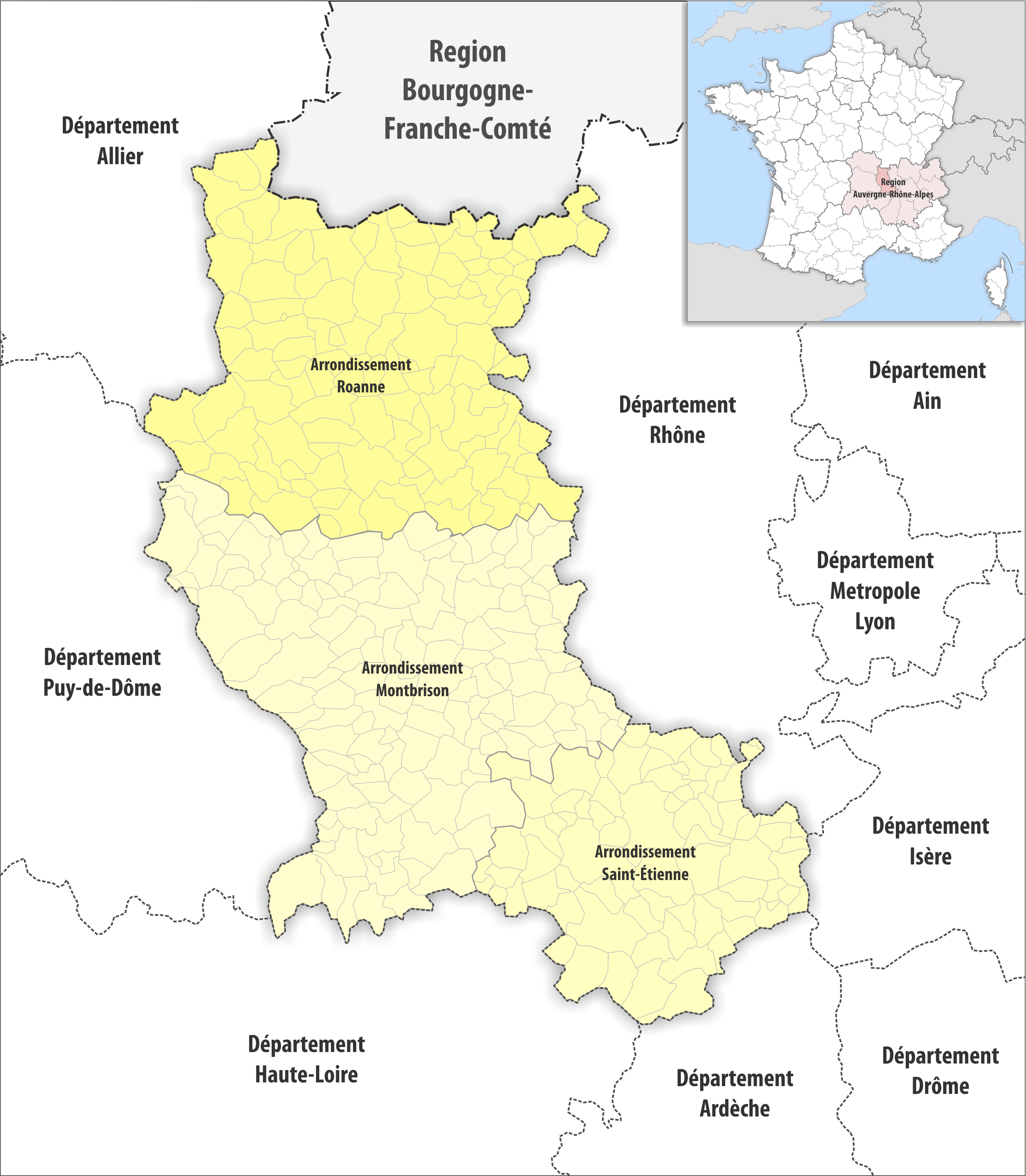
Mappa degli arrondissement del dipartimento della Loira

| Nome                            | Codice INSEE | N° di comuni | Superficie km2 | Popolazione | Densità (abitanti/km2) |
| ------------------------------- | ------------ | ------------ | -------------- | ----------- | ---------------------- |
| Arrondissement di Montbrison    | 421          | 135          | 1 943,2        | 182 936     | 94                     |
| Arrondissement di Roanne        | 422          | 113          | 1 779,9        | 156 647     | 88                     |
| Arrondissement di Saint-Étienne | 423          | 75           | 1 057,5        | 423 858     | 401                    |
| Dipartimento della Loira        | 42           | 323          | 4 780,6        | 763 441     | 160                    |

## Storia
- 1790: istituzione del dipartimento del Rodano e Loira con sei distretti: Lyon-Campagne, Lyon-Ville, Montbrison, Roanne, Saint-Étienne e Villefranche.
- 1793: il dipartimento del Rodano e Loira è soppresso e sostituito da altri due, tra i quali, a ovest, il dipartimento della Loira con tre distretti: Montbrison, Roanne, Saint-Étienne (capoluogo Feurs).
- 1795: il capoluogo del dipartimento viene spostato da Feurs a Montbrison.
- 1800: istituzione degli arrondissement di: Montbrison, Roanne e Saint-Étienne.
- 1855: il capoluogo del dipartimento è spostato da Montbrison a Saint-Étienne.
- 2017: il comune di Andrézieux-Bouthéon passa dall''arrondissement di Montbrison all'arrondissement di Saint-Étienne.[5]